# Zoborožec chocholatý
Zoborožec chocholatý (Anorrhinus galeritus) je druh zoborožce z rodu Anorrhinus, který se vyskytuje v Sundalandu. S výškou kolem 60 cm a váhou kolem 1,2 kg se jedná o jednoho z nejmenších zoborožců na Malajském poloostrově.

## Systematika
Zoborožce hnědého formálně popsal v roce 1831 nizozemský přírodovědec Coenraad Jacob Temminck jako Buceros galeritus. Jedná se o monotypický taxon. Druhové jméno galeritus pochází z latiny, ve které znamená mj. „chocholatý“ (galerum = „čapka“). Druh se řadí do rodu Anorrhinus.

## Výskyt
Zoborožec chocholatý se vyskytuje v Sundalandu. Jeho areál výskytu na severu začíná v jižním Myanmaru a jižním Thajsku a pokračuje na jih přes Malajský poloostrov na Borneo, Natunské ostrovy a Sumatru. V rámci svého areálu výskytu je druh geograficky hojně rozšířen, avšak v malých populačních hustotách. Habitat druhu tvoří nížinaté stálezelené pralesy a starší sekundární lesy v kopcovitých oblastech nejčastěji kolem 750 m n. m. Může však vystoupit až do 1800 m n. m. Zoborožec chocholatý má zvláště v oblibě hustě zalesněnou svažitou krajinu poblíž řek a potoků. Sekundární les toleruje docela dobře, nicméně oblastem s intenzivní těžbou se vyhýbá.

## Popis

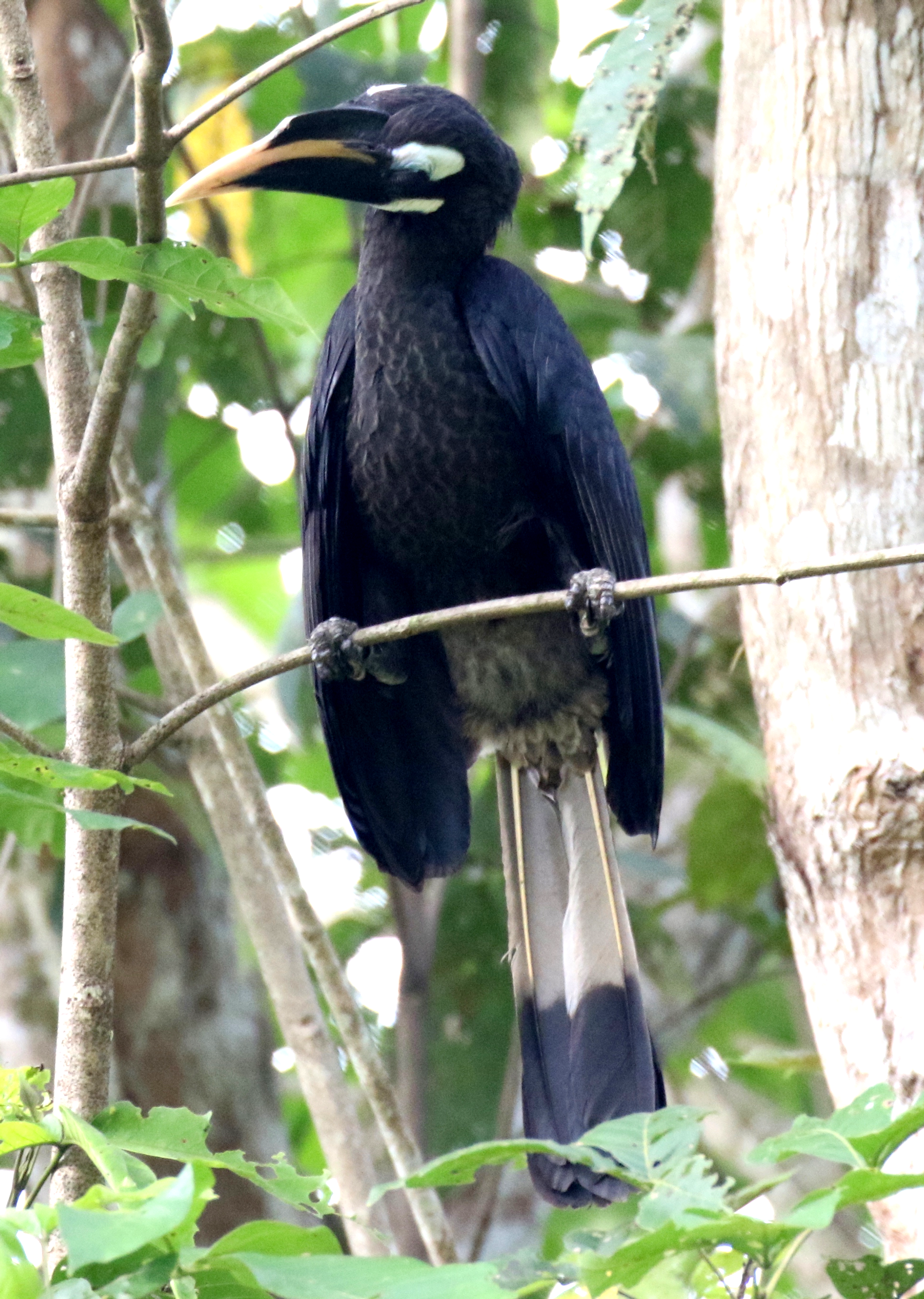
Zoborožec chocholatý (samice)

Dosahuje výšky kolem 60–65 cm a váhy kolem 1,2 kg. Samec má většinu těla tmavě hnědou. Pera na hlavě jsou prodloužená a tvoří neforemnou chocholku. Břicho je hnědé až hnědošedé. Spodní část ocasu je taktéž hnědošedá, od dvou třetin do konce zcela černá. Mohutný zobák je černý, stejně jako nízká přilbice na něm posazená. Kůže kolem očí a na hrdle je modrá, neopeřená. Za okem a u kořene zobáku je kůže bílá. Duhovky jsou červené, nohy tmavě hnědé. Samice má stejné opeření jako samec, avšak bývá menší, její zobák má široký žlutý pruh podél horní čelisti a spodní čelist je zakončena žlutě. Nohy samice jsou modrošedé.

## Biologie
Žije v hustém lese v sociálních skupinách o 3–15 jedincích, někdy i ještě více. Většinu času tráví vysoko v korunách stromů, kde se krmí na ovoci a nevyhýbá se ani živočišné stravě, jako je velký hmyz (cikády, strašilky aj.) nebo menší obratlovci, jako jsou plazi a žáby.

### Hnízdění
Jedná se o kooperativního hnízdiče. V praxi to znamená, že hnízdícímu páru pomáhá dalších 1–5 zoborožců, typicky samců, kteří v době zazdění samice na hnízdě pomáhají vykrmovat inkubující samici a později novorozená ptáčata. Doba hnízdění je variabilní, typicky nastává v době potravní hojnosti. Hnízdí vysoko v korunách vzrostlých stromů v dutinách, do kterých samice naklade 2–3 vejce. V Thajsku dochází k zazdění samice v březnu a mláďata opouští hnízdo v červnu. Inkubace trvá kolem 30 dní, mláďata opouští hnízdo kolem 60. dne po narození.

## Ohrožení a početnost
Mezinárodní svaz ochrany přírody (IUCN) považuje zoborožce hnědého za téměř ohrožený druh. Populace druhu klesá následkem masivního odlesňování, jehož cílem je vedle těžby dřeva i získání zemědělské půdy, přeměna pralesa na plantáže a nová výstavba. Druh není na vyšším stupni ohrožení jen proto, že dokáže do značné míry tolerovat sekundární les a selektivně vytěžované oblasti.